# Tour du Pays basque 2016
La 56e édition de Tour du Pays basque a eu lieu du 4 au 9 avril 2016. C'est la neuvième épreuve de l'UCI World Tour 2016.
L'épreuve a été remportée par l'Espagnol Alberto Contador (Tinkoff), vainqueur de la sixième étape, qui s'impose devant deux Colombiens, douze secondes devant Sergio Henao (Sky) et 37 sur Nairo Quintana (Movistar). Cette victoire lui permet d'égaler le record de 4 succès de son compatriote Jose Antonio Gonzalez Linares.
Sergio Henao s'adjuge le classement par points tandis que le lauréat de la cinquième étape, l'Italien Diego Rosa (Astana), gagne celui de la montagne. Le Français Nicolas Edet (Cofidis) remporte le classement des Metas Volantes, l'Américain Lawson Craddock (Cannondale) celui du meilleur jeune et la formation britannique Sky celui de la meilleure équipe.

## Présentation

### Parcours
Le parcours de ce Tour du Pays Basque est globalement montagneux, sans étapes adaptées pour les sprinteurs. La première étape comprend huit ascensions classées, dont la dernière est à 8,3 km de l'arrivée. La deuxième se termine par une montée de 2 km à une pente moyenne de 11,7 %. Les troisième et quatrième étapes contiennent encore plusieurs ascensions peu avant l'arrivée. La cinquième étape est la plus difficile, avec la montée de 5,5 km d'Arrate avec une moyenne de 8,5 %, peu de temps avant l'arrivée. La dernière étape est un contre-la-montre individuel vallonnée autour d'Eibar.

### Équipes
En tant qu'épreuve World Tour, les dix-huit WorldTeams participent à la course.
Vingt équipes participent à ce Tour du Pays basque - dix-huit WorldTeams et deux équipes continentales professionnelles :
| UCI WorldTeams   | UCI WorldTeams | UCI WorldTeams |
| Nom de l'équipe  | Pays           | Code           |
| ---------------- | -------------- | -------------- |
| AG2R La Mondiale | France         | ALM            |
| Astana           | Kazakhstan     | AST            |
| BMC Racing       | États-Unis     | BMC            |
| Cannondale       | États-Unis     | CPT            |
| Dimension Data   | Afrique du Sud | DDD            |
| Etixx-Quick Step | Belgique       | EQS            |
| FDJ              | France         | FDJ            |
| Giant-Alpecin    | Allemagne      | TGA            |
| IAM              | Suisse         | IAM            |
| Katusha          | Russie         | KAT            |
| Lampre-Merida    | Italie         | LAM            |
| Lotto NL-Jumbo   | Pays-Bas       | TLJ            |
| Lotto-Soudal     | Belgique       | LTS            |
| Movistar         | Espagne        | MOV            |
| Orica-GreenEDGE  | Australie      | OGE            |
| Sky              | Royaume-Uni    | SKY            |
| Tinkoff          | Russie         | TNK            |
| Trek-Segafredo   | États-Unis     | TFS            |

| Équipes continentales professionnelles | Équipes continentales professionnelles | Équipes continentales professionnelles |
| Nom de l'équipe                        | Pays                                   | Code                                   |
| -------------------------------------- | -------------------------------------- | -------------------------------------- |
| Caja Rural-Seguros RGA                 | Espagne                                | CJR                                    |
| Cofidis                                | France                                 | COF                                    |

### Favoris
Le terrain montagneux signifie que les favoris pour la victoire sont exclusivement des grimpeurs. Chaque étape offre des occasions pour des attaques. Les deux dernières étapes, la montée vers Arrate et le contre-la-montre individuel, sont les plus décisives. Les deux meilleurs coureurs de l'édition 2015, l'Espagnol Joaquim Rodríguez (Katusha) et le Colombien Sergio Henao (Sky), sont tous les deux présents. Joaquim Rodríguez ne se présente pas dans sa meilleure forme et n'a terminé dans aucun top 10 depuis le début de l'année 2016. Dans un premier temps, Sergio Henao était censé se mettre au service de son nouveau coéquipier l'Espagnol Mikel Landa, mais ce dernier étant malade et pas encore en grande forme, le Colombien est donc le leader de son équipe,. Cependant, les principaux favoris, sont un autre Colombien Nairo Quintana (Movistar) et l'Espagnol Alberto Contador (Tinkoff). Les deux hommes sont d'anciens vainqueurs de la course, en 2013 pour Nairo Quintana et en 2008, 2009 et 2014 pour Alberto Contador. Ce dernier s'est fait battre par Nairo Quintana le mois précédent lors du Tour de Catalogne. Les autres favoris sont l'Italien Fabio Aru (Astana), l'Irlandais Daniel Martin (Etixx-Quick Step) et le vainqueur du dernier Critérium international, le Français Thibaut Pinot (FDJ).

## Étapes
| Étape     | Date   | Villes étapes               | type                        | Distance (km) | Vainqueur d'étape | Leader du classement général |
| --------- | ------ | --------------------------- | --------------------------- | ------------- | ----------------- | ---------------------------- |
| 1re étape | 4 avr. | Etxebarria – Markina-Xemein | étape de moyenne montagne   | 144           | Luis León Sánchez | Luis León Sánchez            |
| 2e étape  | 5 avr. | Markina-Xemein – Amurrio    | étape de moyenne montagne   | 174,3         | Mikel Landa       | Mikel Landa                  |
| 3e étape  | 6 avr. | Vitoria-Gasteiz – Lesaka    | étape de moyenne montagne   | 193,5         | Steve Cummings    | Mikel Landa                  |
| 4e étape  | 7 avr. | Lesaka – Orio               | étape de moyenne montagne   | 165           | Samuel Sánchez    | Wilco Kelderman              |
| 5e étape  | 8 avr. | Orio – Arrate               | étape de montagne           | 159           | Diego Rosa        | Sergio Henao                 |
| 6e étape  | 9 avr. | Eibar – Eibar               | contre-la-montre individuel | 16,5          | Alberto Contador  | Alberto Contador             |

## Déroulement de la course

### 1reétape
| Classement de l'étape | Classement de l'étape | Classement de l'étape | Classement de l'étape | Classement de l'étape |
|                       | Coureur               | Pays                  | Équipe                | Temps                 |
| --------------------- | --------------------- | --------------------- | --------------------- | --------------------- |
| 1er                   | Luis León Sánchez     | Espagne               | Astana                | en 3 h 54 min 21 s    |
| 2e                    | Daniel Navarro        | Espagne               | Cofidis               | m.t                   |
| 3e                    | Simon Gerrans         | Australie             | Orica-GreenEDGE       | m.t                   |
| 4e                    | Fabio Felline         | Italie                | Trek-Segafredo        | m.t                   |
| 5e                    | Simon Clarke          | Australie             | Cannondale            | m.t                   |
| 6e                    | Jan Bakelants         | Belgique              | AG2R La Mondiale      | m.t                   |
| 7e                    | Daniel Martin         | Irlande               | Etixx-Quick Step      | m.t                   |
| 8e                    | Warren Barguil        | France                | Giant-Alpecin         | m.t                   |
| 9e                    | Tony Gallopin         | France                | Lotto-Soudal          | m.t                   |
| 10e                   | Sergey Chernetskiy    | Russie                | Katusha               | m.t                   |
| modifier              |                       |                       |                       |                       |

| Classement général | Classement général | Classement général | Classement général | Classement général |
|                    | Coureur            | Pays               | Équipe             | Temps              |
| ------------------ | ------------------ | ------------------ | ------------------ | ------------------ |
| 1er                | Luis León Sánchez  | Espagne            | Astana             | en 3 h 54 min 21 s |
| 2e                 | Daniel Navarro     | Espagne            | Cofidis            | m.t                |
| 3e                 | Simon Gerrans      | Australie          | Orica-GreenEDGE    | m.t                |
| 4e                 | Fabio Felline      | Australie          | Trek-Segafredo     | m.t                |
| 5e                 | Simon Clarke       | France             | Cannondale         | m.t                |
| 6e                 | Jan Bakelants      | Belgique           | AG2R La Mondiale   | m.t                |
| 7e                 | Daniel Martin      | Irlande            | Etixx-Quick Step   | m.t                |
| 8e                 | Warren Barguil     | France             | Giant-Alpecin      | m.t                |
| 9e                 | Tony Gallopin      | France             | Lotto-Soudal       | m.t                |
| 10e                | Sergey Chernetskiy | Russie             | Katusha            | m.t                |
| modifier           |                    |                    |                    |                    |

### 2eétape
| Classement de l'étape | Classement de l'étape | Classement de l'étape | Classement de l'étape | Classement de l'étape |
|                       | Coureur               | Pays                  | Équipe                | Temps                 |
| --------------------- | --------------------- | --------------------- | --------------------- | --------------------- |
| 1er                   | Mikel Landa           | Espagne               | Sky                   | en 4 h 43 min 17 s    |
| 2e                    | Wilco Kelderman       | Pays-Bas              | Lotto NL-Jumbo        | + 1 s                 |
| 3e                    | Sergio Henao          | Colombie              | Sky                   | + 5 s                 |
| 4e                    | Samuel Sánchez        | Espagne               | BMC Racing            | + 9 s                 |
| 5e                    | Alberto Contador      | Espagne               | Tinkoff               | + 11 s                |
| 6e                    | Thibaut Pinot         | France                | FDJ                   | + 13 s                |
| 7e                    | Rui Costa             | Portugal              | Lampre-Merida         | + 15 s                |
| 8e                    | Nairo Quintana        | Colombie              | Movistar              | + 15 s                |
| 9e                    | Robert Gesink         | Pays-Bas              | Lotto NL-Jumbo        | + 15 s                |
| 10e                   | Sébastien Reichenbach | Suisse                | FDJ                   | + 15 s                |
| modifier              |                       |                       |                       |                       |

| Classement général | Classement général    | Classement général | Classement général | Classement général |
|                    | Coureur               | Pays               | Équipe             | Temps              |
| ------------------ | --------------------- | ------------------ | ------------------ | ------------------ |
| 1er                | Mikel Landa           | Espagne            | Sky                | en 8 h 37 min 38 s |
| 2e                 | Wilco Kelderman       | Pays-Bas           | Lotto NL-Jumbo     | + 1 s              |
| 3e                 | Sergio Henao          | Colombie           | Sky                | + 5 s              |
| 4e                 | Samuel Sánchez        | Espagne            | BMC Racing         | + 9 s              |
| 5e                 | Alberto Contador      | Espagne            | Tinkoff            | + 11 s             |
| 6e                 | Thibaut Pinot         | France             | FDJ                | + 13 s             |
| 7e                 | Rui Costa             | Portugal           | Lampre-Merida      | + 15 s             |
| 8e                 | Nairo Quintana        | Colombie           | Movistar           | + 15 s             |
| 9e                 | Robert Gesink         | Pays-Bas           | Lotto NL-Jumbo     | + 15 s             |
| 10e                | Sébastien Reichenbach | Suisse             | FDJ                | + 15 s             |
| modifier           |                       |                    |                    |                    |

### 3eétape
| Classement de l'étape | Classement de l'étape | Classement de l'étape | Classement de l'étape  | Classement de l'étape |
|                       | Coureur               | Pays                  | Équipe                 | Temps                 |
| --------------------- | --------------------- | --------------------- | ---------------------- | --------------------- |
| 1er                   | Steve Cummings        | Royaume-Uni           | Dimension Data         | en 5 h 1 min 57 s     |
| 2e                    | Simon Gerrans         | Australie             | Orica-GreenEDGE        | m.t                   |
| 3e                    | Fabio Felline         | Italie                | Trek-Segafredo         | m.t                   |
| 4e                    | Gianluca Brambilla    | Italie                | Etixx-Quick Step       | m.t                   |
| 5e                    | Giovanni Visconti     | Italie                | Movistar               | m.t                   |
| 6e                    | Simon Clarke          | Australie             | Cannondale             | m.t                   |
| 7e                    | Tony Gallopin         | France                | Lotto-Soudal           | m.t                   |
| 8e                    | Peio Bilbao           | Espagne               | Caja Rural-Seguros RGA | m.t                   |
| 9e                    | Sergey Chernetskiy    | Russie                | Katusha                | m.t                   |
| 10e                   | Sergio Henao          | Colombie              | Sky                    | m.t                   |
| modifier              |                       |                       |                        |                       |

| Classement général | Classement général    | Classement général | Classement général | Classement général  |
|                    | Coureur               | Pays               | Équipe             | Temps               |
| ------------------ | --------------------- | ------------------ | ------------------ | ------------------- |
| 1er                | Mikel Landa           | Espagne            | Sky                | en 13 h 39 min 35 s |
| 2e                 | Wilco Kelderman       | Pays-Bas           | Lotto NL-Jumbo     | + 1 s               |
| 3e                 | Sergio Henao          | Colombie           | Sky                | + 5 s               |
| 4e                 | Samuel Sánchez        | Espagne            | BMC Racing         | + 9 s               |
| 5e                 | Alberto Contador      | Espagne            | Tinkoff            | + 11 s              |
| 6e                 | Thibaut Pinot         | France             | FDJ                | + 13 s              |
| 7e                 | Rui Costa             | Portugal           | Lampre-Merida      | + 15 s              |
| 8e                 | Nairo Quintana        | Colombie           | Movistar           | + 15 s              |
| 9e                 | Robert Gesink         | Pays-Bas           | Lotto NL-Jumbo     | + 15 s              |
| 10e                | Sébastien Reichenbach | Suisse             | FDJ                | + 15 s              |
| modifier           |                       |                    |                    |                     |

### 4eétape
| Classement de l'étape | Classement de l'étape | Classement de l'étape | Classement de l'étape  | Classement de l'étape |
|                       | Coureur               | Pays                  | Équipe                 | Temps                 |
| --------------------- | --------------------- | --------------------- | ---------------------- | --------------------- |
| 1er                   | Samuel Sánchez        | Espagne               | BMC Racing             | en 4 h 13 min 12 s    |
| 2e                    | Rui Costa             | Portugal              | Lampre-Merida          | m.t                   |
| 3e                    | Warren Barguil        | France                | Giant-Alpecin          | m.t                   |
| 4e                    | Alexis Vuillermoz     | France                | AG2R La Mondiale       | m.t                   |
| 5e                    | Sergio Henao          | Colombie              | Sky                    | m.t                   |
| 6e                    | Nairo Quintana        | Colombie              | Movistar               | m.t                   |
| 7e                    | Alberto Contador      | Espagne               | Tinkoff                | m.t                   |
| 8e                    | Wilco Kelderman       | Pays-Bas              | Caja Rural-Seguros RGA | m.t                   |
| 9e                    | Lawson Craddock       | États-Unis            | Cannondale             | m.t                   |
| 10e                   | Joaquim Rodríguez     | Espagne               | Katusha                | m.t                   |
| modifier              |                       |                       |                        |                       |

| Classement général | Classement général    | Classement général | Classement général | Classement général  |
|                    | Coureur               | Pays               | Équipe             | Temps               |
| ------------------ | --------------------- | ------------------ | ------------------ | ------------------- |
| 1er                | Wilco Kelderman       | Pays-Bas           | Lotto NL-Jumbo     | en 17 h 52 min 48 s |
| 2e                 | Sergio Henao          | Colombie           | Sky                | + 4 s               |
| 3e                 | Mikel Landa           | Espagne            | Sky                | + 7 s               |
| 4e                 | Samuel Sánchez        | Espagne            | BMC Racing         | + 8 s               |
| 5e                 | Alberto Contador      | Espagne            | Tinkoff            | + 10 s              |
| 6e                 | Thibaut Pinot         | France             | FDJ                | + 12 s              |
| 7e                 | Rui Costa             | Portugal           | Lampre-Merida      | + 14 s              |
| 8e                 | Nairo Quintana        | Colombie           | Movistar           | + 14 s              |
| 9e                 | Robert Gesink         | Pays-Bas           | Lotto NL-Jumbo     | + 14 s              |
| 10e                | Sébastien Reichenbach | Suisse             | FDJ                | + 14 s              |
| modifier           |                       |                    |                    |                     |

### 5eétape
| Classement de l'étape | Classement de l'étape | Classement de l'étape | Classement de l'étape | Classement de l'étape |
|                       | Coureur               | Pays                  | Équipe                | Temps                 |
| --------------------- | --------------------- | --------------------- | --------------------- | --------------------- |
| 1er                   | Diego Rosa            | Italie                | Astana                | en 4 h 19 min 19 s    |
| 2e                    | Sergio Henao          | Colombie              | Sky                   | + 3 min 13 s          |
| 3e                    | Alberto Contador      | Espagne               | Tinkoff               | + 3 min 13 s          |
| 4e                    | Joaquim Rodríguez     | Espagne               | Katusha               | + 3 min 15 s          |
| 5e                    | Thibaut Pinot         | France                | FDJ                   | + 3 min 15 s          |
| 6e                    | Samuel Sánchez        | Espagne               | BMC Racing            | + 3 min 40 s          |
| 7e                    | Nairo Quintana        | Colombie              | Movistar              | + 3 min 41 s          |
| 8e                    | Lawson Craddock       | États-Unis            | Cannondale            | + 3 min 56 s          |
| 9e                    | Rui Costa             | Portugal              | Lampre-Merida         | + 4 min 12 s          |
| 10e                   | Serge Pauwels         | Belgique              | Dimension Data        | + 4 min 12 s          |
| modifier              |                       |                       |                       |                       |

| Classement général | Classement général    | Classement général | Classement général | Classement général  |
|                    | Coureur               | Pays               | Équipe             | Temps               |
| ------------------ | --------------------- | ------------------ | ------------------ | ------------------- |
| 1er                | Sergio Henao          | Colombie           | Sky                | en 22 h 15 min 24 s |
| 2e                 | Alberto Contador      | Espagne            | Tinkoff            | + 6 s               |
| 3e                 | Thibaut Pinot         | France             | FDJ                | + 10 s              |
| 4e                 | Joaquim Rodríguez     | Espagne            | Katusha            | + 12 s              |
| 5e                 | Samuel Sánchez        | Espagne            | BMC Racing         | + 31 s              |
| 6e                 | Nairo Quintana        | Colombie           | Movistar           | + 38 s              |
| 7e                 | Lawson Craddock       | États-Unis         | Cannondale         | + 1 min 0 s         |
| 8e                 | Wilco Kelderman       | Pays-Bas           | Lotto NL-Jumbo     | + 1 min 7 s         |
| 9e                 | Rui Costa             | Portugal           | Lampre-Merida      | + 1 min 9 s         |
| 10e                | Sébastien Reichenbach | Suisse             | FDJ                | + 1 min 11 s        |
| modifier           |                       |                    |                    |                     |

### 6eétape
| Classement de l'étape | Classement de l'étape | Classement de l'étape | Classement de l'étape  | Classement de l'étape |
|                       | Coureur               | Pays                  | Équipe                 | Temps                 |
| --------------------- | --------------------- | --------------------- | ---------------------- | --------------------- |
| 1er                   | Alberto Contador      | Espagne               | Tinkoff                | en 29 min 13 s        |
| 2e                    | Nairo Quintana        | Colombie              | Movistar               | + 5 s                 |
| 3e                    | Sergio Henao          | Colombie              | Sky                    | + 18 s                |
| 4e                    | Adam Yates            | Royaume-Uni           | Orica-GreenEDGE        | + 53 s                |
| 5e                    | Samuel Sánchez        | Espagne               | BMC Racing             | + 1 min 4 s           |
| 6e                    | Thibaut Pinot         | France                | FDJ                    | + 1 min 9 s           |
| 7e                    | Rui Costa             | Portugal              | Lampre-Merida          | + 1 min 16 s          |
| 8e                    | Joaquim Rodríguez     | Espagne               | Katusha                | + 1 min 16 s          |
| 9e                    | Miguel Ángel López    | Colombie              | Astana                 | + 1 min 21 s          |
| 10e                   | Peio Bilbao           | Espagne               | Caja Rural-Seguros RGA | + 1 min 26 s          |
| modifier              |                       |                       |                        |                       |

## Classements finals

### Classement général final
| Classement général final | Classement général final | Classement général final | Classement général final | Classement général final |
|                          | Coureur                  | Pays                     | Équipe                   | Temps                    |
| ------------------------ | ------------------------ | ------------------------ | ------------------------ | ------------------------ |
| 1er                      | Alberto Contador         | Espagne                  | Tinkoff                  | en 22 h 44 min 43 s      |
| 2e                       | Sergio Henao             | Colombie                 | Sky                      | + 12 s                   |
| 3e                       | Nairo Quintana           | Colombie                 | Movistar                 | + 37 s                   |
| 4e                       | Thibaut Pinot            | France                   | FDJ                      | + 1 min 13 s             |
| 5e                       | Joaquim Rodríguez        | Espagne                  | Katusha                  | + 1 min 22 s             |
| 6e                       | Samuel Sánchez           | Espagne                  | BMC Racing               | + 1 min 29 s             |
| 7e                       | Rui Costa                | Portugal                 | Lampre-Merida            | + 2 min 19 s             |
| 8e                       | Simon Špilak             | Slovénie                 | Katusha                  | + 2 min 47 s             |
| 9e                       | Lawson Craddock          | États-Unis               | Cannondale               | + 2 min 52 s             |
| 10e                      | Wilco Kelderman          | Pays-Bas                 | Lotto NL-Jumbo           | + 3 min 14 s             |
| modifier                 |                          |                          |                          |                          |

### Classements annexes
| Classement par points | Classement par points | Classement par points | Classement par points | Classement par points |
| --------------------- | --------------------- | --------------------- | --------------------- | --------------------- |
|                       | Coureur               | Pays                  | Équipe                | Point(s)              |
| 1er                   | Sergio Henao          | Colombie              | Sky                   | 70 points             |
| 2e                    | Alberto Contador      | Espagne               | Tinkoff               | 62 pts                |
| 3e                    | Samuel Sánchez        | Espagne               | BMC Racing            | 61 pts                |
| modifier              |                       |                       |                       |                       |

| Classement de la montagne | Classement de la montagne | Classement de la montagne | Classement de la montagne | Classement de la montagne |
| ------------------------- | ------------------------- | ------------------------- | ------------------------- | ------------------------- |
|                           | Coureur                   | Pays                      | Équipe                    | Point(s)                  |
| 1er                       | Diego Rosa                | Italie                    | Astana                    | 55 points                 |
| 2e                        | Stefan Denifl             | Autriche                  | IAM                       | 53 pts                    |
| 3e                        | Nicolas Edet              | France                    | Cofidis                   | 28 pts                    |
| modifier                  |                           |                           |                           |                           |

| Classement des Metas Volantes | Classement des Metas Volantes | Classement des Metas Volantes | Classement des Metas Volantes | Classement des Metas Volantes |
| ----------------------------- | ----------------------------- | ----------------------------- | ----------------------------- | ----------------------------- |
|                               | Coureur                       | Pays                          | Équipe                        | Point(s)                      |
| 1er                           | Nicolas Edet                  | France                        | Cofidis                       | 11 points                     |
| 2e                            | Diego Rosa                    | Italie                        | Astana                        | 9 pts                         |
| 3e                            | Stefan Denifl                 | Autriche                      | IAM                           | 9 pts                         |
| modifier                      |                               |                               |                               |                               |

| Classement du meilleur jeune | Classement du meilleur jeune | Classement du meilleur jeune | Classement du meilleur jeune | Classement du meilleur jeune |
|                              | Coureur                      | Pays                         | Équipe                       | Temps                        |
| ---------------------------- | ---------------------------- | ---------------------------- | ---------------------------- | ---------------------------- |
| 1er                          | Lawson Craddock              | États-Unis                   | Cannondale                   | en 22 h 47 min 35 s          |
| 2e                           | Louis Vervaeke               | Belgique                     | Lotto-Soudal                 | + 23 s                       |
| 3e                           | Pierre Latour                | France                       | AG2R La Mondiale             | + 38 s                       |
| modifier                     |                              |                              |                              |                              |

| \| Classement par équipes[8] \| Classement par équipes[8] \| Classement par équipes[8] \| Classement par équipes[8] \| \| \| Équipe \| Pays \| Temps \| \| ------------------------- \| ------------------------- \| ------------------------- \| ------------------------- \| \| 1re \| Sky \| Royaume-Uni \| en 68 h 26 min 46 s \| \| 2e \| Astana \| Kazakhstan \| + 6 min 10 s \| \| 3e \| Katusha \| Russie \| + 6 min 35 s \| \| modifier \| \| \| \| |         |             |                     |
| Classement par équipes |         |             |                     |
| | Équipe  | Pays        | Temps               |
| 1re | Sky     | Royaume-Uni | en 68 h 26 min 46 s |
| 2e | Astana  | Kazakhstan  | + 6 min 10 s        |
| 3e | Katusha | Russie      | + 6 min 35 s        |
| modifier |         |             |                     |

### UCI World Tour
Ce Tour du Pays basque attribue des points pour l'UCI World Tour 2016, par équipes uniquement aux équipes ayant un label WorldTeam, individuellement uniquement aux coureurs des équipes ayant un label WorldTeam.
| Position           | 1er | 2e | 3e | 4e | 5e | 6e | 7e | 8e | 9e | 10e |
| Classement général | 100 | 80 | 70 | 60 | 50 | 40 | 30 | 20 | 10 | 4   |
| Par étape          | 6   | 4  | 2  | 1  | 1  |    |    |    |    |     |

| Rang | Coureur            | Équipe           | Points |
| ---- | ------------------ | ---------------- | ------ |
| 1    | Alberto Contador   | Tinkoff          | 109    |
| 2    | Sergio Henao       | Sky              | 89     |
| 3    | Nairo Quintana     | Movistar         | 74     |
| 4    | Thibaut Pinot      | FDJ              | 61     |
| 5    | Joaquim Rodríguez  | Katusha          | 51     |
| 6    | Samuel Sánchez     | BMC Racing       | 48     |
| 7    | Rui Costa          | Lampre-Merida    | 34     |
| 8    | Simon Špilak       | Katusha          | 20     |
| 9    | Lawson Craddock    | Cannondale       | 10     |
| 10   | Wilco Kelderman    | Lotto NL-Jumbo   | 8      |
| 11   | Steve Cummings     | Dimension Data   | 6      |
| 11   | Mikel Landa        | Sky              | 6      |
| 11   | Luis León Sánchez  | Astana           | 6      |
| 11   | Simon Gerrans      | Orica-GreenEDGE  | 6      |
| 11   | Diego Rosa         | Astana           | 6      |
| 16   | Fabio Felline      | Trek-Segafredo   | 3      |
| 17   | Warren Barguil     | Giant-Alpecin    | 2      |
| 18   | Simon Clarke       | Cannondale       | 1      |
| 18   | Gianluca Brambilla | Etixx-Quick Step | 1      |
| 18   | Giovanni Visconti  | Movistar         | 1      |
| 18   | Alexis Vuillermoz  | AG2R La Mondiale | 1      |
| 18   | Adam Yates         | Orica-GreenEDGE  | 1      |

#### Classement individuel
Ci-dessous, le classement individuel de l'UCI World Tour à l'issue de la course.
| Rang | Coureur           | Équipe          | Points |
| ---- | ----------------- | --------------- | ------ |
| 1    | Peter Sagan       | Tinkoff         | 329    |
| 2    | Alberto Contador  | Tinkoff         | 280    |
| 3    | Richie Porte      | BMC Racing      | 222    |
| 4    | Sergio Henao      | Sky             | 204    |
| 5    | Nairo Quintana    | Movistar        | 178    |
| 6    | Fabian Cancellara | Trek-Segafredo  | 166    |
| 7    | Greg Van Avermaet | BMC Racing      | 162    |
| 8    | Sep Vanmarcke     | Lotto NL-Jumbo  | 141    |
| 9    | Arnaud Démare     | FDJ             | 137    |
| 10   | Simon Gerrans     | Orica-GreenEDGE | 119    |

#### Classement par pays
Ci-dessous, le classement par pays de l'UCI World Tour à l'issue de la course ainsi que le classement actualisé à la suite de l'annulation des résultats du Britannique Simon Yates (Orica-GreenEDGE) sur Paris-Nice.
| Rang | Pays        | Points |
| ---- | ----------- | ------ |
| 1    | Espagne     | 470    |
| 2    | Australie   | 470    |
| 3    | Belgique    | 431    |
| 4    | Colombie    | 416    |
| 5    | Slovaquie   | 329    |
| 6    | France      | 325    |
| 7    | Royaume-Uni | 316    |
| 8    | Suisse      | 238    |
| 9    | Russie      | 155    |
| 10   | Norvège     | 108    |

| Rang | Pays        | Points |
| ---- | ----------- | ------ |
| 1    | Espagne     | 470    |
| 2    | Australie   | 456    |
| 3    | Belgique    | 431    |
| 4    | Colombie    | 416    |
| 5    | Slovaquie   | 329    |
| 6    | France      | 325    |
| 7    | Royaume-Uni | 316    |
| 8    | Suisse      | 238    |
| 9    | Russie      | 155    |
| 10   | Norvège     | 108    |

#### Classement par équipes
Ci-dessous, le classement par équipes de l'UCI World Tour à l'issue de la course ainsi que le classement actualisé à la suite de l'annulation des résultats du Britannique Simon Yates (Orica-GreenEDGE) sur Paris-Nice.
| Rang | Équipe           | Points |
| ---- | ---------------- | ------ |
| 1    | Tinkoff          | 683    |
| 2    | Sky              | 552    |
| 3    | BMC Racing       | 490    |
| 4    | FDJ              | 323    |
| 5    | Katusha          | 323    |
| 6    | Movistar         | 300    |
| 7    | Etixx-Quick Step | 235    |
| 8    | Trek-Segafredo   | 214    |
| 9    | Orica-GreenEDGE  | 187    |
| 10   | Lotto NL-Jumbo   | 153    |

| Rang | Équipe           | Points |
| ---- | ---------------- | ------ |
| 1    | Tinkoff          | 683    |
| 2    | Sky              | 552    |
| 3    | BMC Racing       | 490    |
| 4    | FDJ              | 323    |
| 5    | Katusha          | 323    |
| 6    | Movistar         | 300    |
| 7    | Etixx-Quick Step | 235    |
| 8    | Trek-Segafredo   | 214    |
| 9    | Orica-GreenEDGE  | 157    |
| 10   | Lotto NL-Jumbo   | 153    |

## Évolution des classements
| Étape              | Vainqueur          | Classement général | Classement par points | Classement de la montagne | Classement des Metas Volantes | Classement du meilleur jeune | Classement par équipes |
| ------------------ | ------------------ | ------------------ | --------------------- | ------------------------- | ----------------------------- | ---------------------------- | ---------------------- |
| 1                  | Luis León Sánchez  | Luis León Sánchez  | Luis León Sánchez     | Jonathan Lastra           | Nicolas Edet                  | Pierre Latour                | AG2R La Mondiale       |
| 2                  | Mikel Landa        | Mikel Landa        | Mikel Landa           | Nicolas Edet              | Nicolas Edet                  | Louis Vervaeke               | Sky                    |
| 3                  | Steve Cummings     | Mikel Landa        | Simon Gerrans         | Stefan Denifl             | Stefan Denifl                 | Louis Vervaeke               | Sky                    |
| 4                  | Samuel Sánchez     | Wilco Kelderman    | Samuel Sánchez        | Stefan Denifl             | Stefan Denifl                 | Louis Vervaeke               | Katusha                |
| 5                  | Diego Rosa         | Sergio Henao       | Sergio Henao          | Diego Rosa                | Nicolas Edet                  | Lawson Craddock              | Sky                    |
| 6                  | Alberto Contador   | Alberto Contador   | Sergio Henao          | Diego Rosa                | Nicolas Edet                  | Lawson Craddock              | Sky                    |
| Classements finals | Classements finals | Alberto Contador   | Sergio Henao          | Diego Rosa                | Nicolas Edet                  | Lawson Craddock              | Sky                    |

## Liste des participants
- Liste de départ complète

| Légende                             | Légende                                                                                                  | Légende                                 | Légende                                                                                                  |
| ----------------------------------- | --- | --------------------------------------- | --- |
| Num                                 | Dossard de départ porté par le coureur sur ce Tour du Pays basque                                        | Pos                                     | Position finale au classement général                                                                    |
| Leader du classement général        | Indique le vainqueur du classement général                                                               | Leader du classement par points         | Indique le vainqueur du classement par points                                                            |
| Leader du classement de la montagne | Indique le vainqueur du classement de la montagne                                                        | Leader du classement des Metas Volantes | Indique le vainqueur du classement des Metas Volantes                                                    |
|                                     | Indique un maillot de champion national ou mondial, suivi de sa spécialité                               | #                                       | Indique la meilleure équipe                                                                              |
| NP                                  | Indique un coureur qui n'a pas pris le départ d'une étape, suivi du numéro de l'étape où il s'est retiré | AB                                      | Indique un coureur qui n'a pas terminé une étape, suivi du numéro de l'étape où il s'est retiré          |
| HD                                  | Indique un coureur qui a terminé une étape hors des délais, suivi du numéro de l'étape                   | *                                       | Indique un coureur en lice pour le classement du meilleur jeune (coureurs nés après le 1er janvier 1992) |
| DSQ                                 | Indique un coureur qui a été disqualifié de la course, suivi du numéro de l'étape                        |                                         | |

| Katusha KAT                      | Katusha KAT                       | Katusha KAT |
| -------------------------------- | --------------------------------- | ----------- |
| Num                              | Coureur                           | Pos         |
| 1                                | Joaquim Rodríguez (ESP)           | 5e          |
| 2                                | Jurgen Van den Broeck (BEL) (Clm) | 29e         |
| 3                                | Simon Špilak (SLO)                | 8e          |
| 4                                | Maxim Belkov (RUS)                | 92e         |
| 5                                | Sergey Chernetskiy (RUS)          | 55e         |
| 6                                | Jhonatan Restrepo (COL)*          | 84e         |
| 7                                | Egor Silin (RUS)                  | 59e         |
| 8                                | Ángel Vicioso (ESP)               | 67e         |
| Directeur sportif : José Azevedo |                                   |             |

| Sky # SKY                       | Sky # SKY                   | Sky # SKY |
| ------------------------------- | --------------------------- | --------- |
| Num                             | Coureur                     | Pos       |
| 11                              | Mikel Landa (ESP)           | 12e       |
| 12                              | Sergio Henao (COL)          | 2e        |
| 13                              | Philip Deignan (IRL)        | NP-6      |
| 14                              | Sebastián Henao (COL)*      | 23e       |
| 15                              | Vasil Kiryienka (BLR) (Clm) | AB-5      |
| 16                              | David López García (ESP)    | 72e       |
| 17                              | Lars Petter Nordhaug (NOR)  | AB-5      |
| 18                              | Xabier Zandio (ESP)         | AB-5      |
| Directeur sportif : Dario Cioni |                             |           |

| Movistar MOV                          | Movistar MOV            | Movistar MOV |
| ------------------------------------- | ----------------------- | ------------ |
| Num                                   | Coureur                 | Pos          |
| 21                                    | Nairo Quintana (COL)    | 3e           |
| 22                                    | Ion Izagirre (ESP)      | NP-1         |
| 23                                    | Gorka Izagirre (ESP)    | NP-1         |
| 24                                    | Winner Anacona (COL)    | 87e          |
| 25                                    | Jesús Herrada (ESP)     | NP-6         |
| 26                                    | Rory Sutherland (AUS)   | HD-5         |
| 27                                    | Daniel Moreno (ESP)     | 47e          |
| 28                                    | Giovanni Visconti (ITA) | 16e          |
| Directeur sportif : José Luis Arrieta |                         |              |

| Orica-GreenEDGE OGE               | Orica-GreenEDGE OGE                 | Orica-GreenEDGE OGE |
| --------------------------------- | ----------------------------------- | ------------------- |
| Num                               | Coureur                             | Pos                 |
| 31                                | Michael Albasini (SUI)              | 49e                 |
| 32                                | Simon Gerrans (AUS)                 | AB-5                |
| 33                                | Christopher Juul Jensen (DEN) (Clm) | 80e                 |
| 34                                | Christian Meier (CAN)               | 86e                 |
| 35                                | Rubén Plaza (ESP)                   | 82e                 |
| 36                                | Amets Txurruka (ESP)                | 83e                 |
| 37                                | Adam Yates (GBR)*                   | 32e                 |
| 38                                | Simon Yates (GBR)*                  | DSQ-1               |
| Directeur sportif : Neil Stephens |                                     |                     |

| BMC Racing BMC                    | BMC Racing BMC             | BMC Racing BMC |
| --------------------------------- | -------------------------- | -------------- |
| Num                               | Coureur                    | Pos            |
| 41                                | Samuel Sánchez (ESP)       | 6e             |
| 42                                | Darwin Atapuma (COL)       | 34e            |
| 43                                | Damiano Caruso (ITA)       | 56e            |
| 44                                | Silvan Dillier (SUI) (Clm) | AB-5           |
| 45                                | Amaël Moinard (FRA)        | 77e            |
| 46                                | Joey Rosskopf (USA)        | 81e            |
| 47                                | Peter Velits (SVK)         | 74e            |
| 48                                | Danilo Wyss (SUI) (Route)  | AB-5           |
| Directeur sportif : Yvon Ledanois |                            |                |

| Tinkoff TNK                         | Tinkoff TNK              | Tinkoff TNK |
| ----------------------------------- | ------------------------ | ----------- |
| Num                                 | Coureur                  | Pos         |
| 51                                  | Alberto Contador (ESP)   | 1er         |
| 52                                  | Roman Kreuziger (CZE)    | 30e         |
| 53                                  | Jesper Hansen (DEN)      | AB-3        |
| 54                                  | Sérgio Paulinho (POR)    | AB-2        |
| 55                                  | Robert Kišerlovski (CRO) | 40e         |
| 56                                  | Evgueni Petrov (RUS)     | 93e         |
| 57                                  | Matteo Tosatto (ITA)     | AB-4        |
| 58                                  | Michael Valgren (DEN)*   | 51e         |
| Directeur sportif : Steven de Jongh |                          |             |

| Cannondale CPT                       | Cannondale CPT          | Cannondale CPT |
| ------------------------------------ | ----------------------- | -------------- |
| Num                                  | Coureur                 | Pos            |
| 61                                   | Pierre Rolland (FRA)    | 26e            |
| 62                                   | Tom-Jelte Slagter (NED) | AB-5           |
| 63                                   | André Cardoso (POR)     | 38e            |
| 64                                   | Simon Clarke (AUS)      | NP-6           |
| 65                                   | Lawson Craddock (USA)*  | 9e             |
| 66                                   | Alex Howes (USA)        | 91e            |
| 67                                   | Michael Woods (CAN)     | 53e            |
| 68                                   | Davide Villella (ITA)   | NP-6           |
| Directeur sportif : Bingen Fernández |                         |                |

| AG2R La Mondiale ALM              | AG2R La Mondiale ALM    | AG2R La Mondiale ALM |
| --------------------------------- | ----------------------- | -------------------- |
| Num                               | Coureur                 | Pos                  |
| 71                                | Jan Bakelants (BEL)     | NP-5                 |
| 72                                | Quentin Jauregui (FRA)* | AB-2                 |
| 73                                | Hubert Dupont (FRA)     | 41e                  |
| 74                                | Blel Kadri (FRA)        | HD-5                 |
| 75                                | Pierre Latour (FRA)*    | 14e                  |
| 76                                | Matteo Montaguti (ITA)  | 57e                  |
| 77                                | Christophe Riblon (FRA) | HD-5                 |
| 78                                | Alexis Vuillermoz (FRA) | 15e                  |
| Directeur sportif : Didier Jannel |                         |                      |

| Lotto-Soudal LTS                | Lotto-Soudal LTS         | Lotto-Soudal LTS |
| ------------------------------- | ------------------------ | ---------------- |
| Num                             | Coureur                  | Pos              |
| 81                              | Tony Gallopin (FRA)      | AB-5             |
| 82                              | Maxime Monfort (BEL)     | 35e              |
| 83                              | Sander Armée (BEL)       | 48e              |
| 84                              | Thomas De Gendt (BEL)    | AB-2             |
| 85                              | Tosh Van der Sande (BEL) | NP-4             |
| 86                              | Jelle Vanendert (BEL)    | AB-5             |
| 87                              | Louis Vervaeke (BEL)*    | 11e              |
| 88                              | Tim Wellens (BEL)        | AB-5             |
| Directeur sportif : Mario Aerts |                          |                  |

| FDJ                             | FDJ                         | FDJ  |
| ------------------------------- | --------------------------- | ---- |
| Num                             | Coureur                     | Pos  |
| 91                              | Thibaut Pinot (FRA)         | 4e   |
| 92                              | William Bonnet (FRA)        | AB-5 |
| 93                              | Steve Morabito (SUI)        | 60e  |
| 94                              | Cédric Pineau (FRA)         | HD-5 |
| 95                              | Sébastien Reichenbach (SUI) | 13e  |
| 96                              | Anthony Roux (FRA)          | 69e  |
| 97                              | Jérémy Roy (FRA)            | 68e  |
| 98                              | Arthur Vichot (FRA)         | 62e  |
| Directeur sportif : Yvon Madiot |                             |      |

| Dimension Data DDD                 | Dimension Data DDD               | Dimension Data DDD |
| ---------------------------------- | -------------------------------- | ------------------ |
| Num                                | Coureur                          | Pos                |
| 101                                | Igor Antón (ESP)                 | 65e                |
| 102                                | Natnael Berhane (ERI) (Route)    | HD-5               |
| 103                                | Steve Cummings (GBR)             | 50e                |
| 104                                | Omar Fraile (ESP)                | AB-5               |
| 105                                | Mekseb Debesay (ERI)             | 94e                |
| 106                                | Serge Pauwels (BEL)              | 19e                |
| 107                                | Johann van Zyl (RSA)             | HD-5               |
| 108                                | Daniel Teklehaimanot (ERI) (Clm) | 89e                |
| Directeur sportif : Alex Sans Vega |                                  |                    |

| Lampre-Merida LAM                 | Lampre-Merida LAM       | Lampre-Merida LAM |
| --------------------------------- | ----------------------- | ----------------- |
| Num                               | Coureur                 | Pos               |
| 111                               | Rui Costa (POR) (Route) | 7e                |
| 112                               | Valerio Conti (ITA)*    | AB-5              |
| 113                               | Mário Costa (POR)       | AB-5              |
| 114                               | Manuele Mori (ITA)      | AB-5              |
| 115                               | Louis Meintjes (RSA)*   | AB-2              |
| 116                               | Simone Petilli (ITA)*   | 45e               |
| 117                               | Jan Polanc (SLO)*       | 37e               |
| 118                               | Diego Ulissi (ITA)      | 42e               |
| Directeur sportif : Marco Marzano |                         |                   |

| Trek-Segafredo TFS               | Trek-Segafredo TFS    | Trek-Segafredo TFS |
| -------------------------------- | --------------------- | ------------------ |
| Num                              | Coureur               | Pos                |
| 121                              | Bauke Mollema (NED)   | 18e                |
| 122                              | Ryder Hesjedal (CAN)  | AB-5               |
| 123                              | Fränk Schleck (LUX)   | 27e                |
| 124                              | Haimar Zubeldia (ESP) | 61e                |
| 125                              | Laurent Didier (LUX)  | HD-5               |
| 126                              | Fabio Felline (ITA)   | 43e                |
| 127                              | Kiel Reijnen (USA)    | AB-4               |
| 128                              | Peter Stetina (USA)   | 78e                |
| Directeur sportif : Kim Andersen |                       |                    |

| Etixx-Quick Step EQS           | Etixx-Quick Step EQS     | Etixx-Quick Step EQS |
| ------------------------------ | ------------------------ | -------------------- |
| Num                            | Coureur                  | Pos                  |
| 131                            | Daniel Martin (IRL)      | AB-5                 |
| 132                            | Gianluca Brambilla (ITA) | 39e                  |
| 133                            | Laurens De Plus (BEL)*   | 25e                  |
| 134                            | Rodrigo Contreras (COL)* | AB-5                 |
| 135                            | Julien Vermote (BEL)     | AB-5                 |
| 136                            | Pieter Serry (BEL)       | 66e                  |
| 137                            | Martin Velits (SVK)      | AB-4                 |
| 138                            | Carlos Verona (ESP)*     | 33e                  |
| Directeur sportif : Brian Holm |                          |                      |

| IAM                                 | IAM                     | IAM  |
| ----------------------------------- | ----------------------- | ---- |
| Num                                 | Coureur                 | Pos  |
| 141                                 | Marcel Wyss (SUI)       | 85e  |
| 142                                 | Clément Chevrier (FRA)* | AB-5 |
| 143                                 | Stefan Denifl (AUT)     | DSQ  |
| 144                                 | Jonathan Fumeaux (SUI)  | AB-5 |
| 145                                 | Pirmin Lang (SUI)       | AB-5 |
| 146                                 | Marcel Aregger (SUI)    | 96e  |
| 147                                 | David Tanner (AUS)      | AB-5 |
| 148                                 | Lawrence Warbasse (USA) | AB-5 |
| Directeur sportif : Kjell Carlström |                         |      |

| Astana AST                              | Astana AST                | Astana AST |
| --------------------------------------- | ------------------------- | ---------- |
| Num                                     | Coureur                   | Pos        |
| 151                                     | Fabio Aru (ITA)           | AB-5       |
| 152                                     | Dario Cataldo (ITA)       | 64e        |
| 153                                     | Artyom Zakharov (KAZ)     | AB-2       |
| 154                                     | Andrey Zeits (KAZ)        | 52e        |
| 155                                     | Miguel Ángel López (COL)* | 20e        |
| 156                                     | Diego Rosa (ITA)          | 24e        |
| 157                                     | Luis León Sánchez (ESP)   | 46e        |
| 158                                     | Paolo Tiralongo (ITA)     | 79e        |
| Directeur sportif : Giuseppe Martinelli |                           |            |

| Giant-Alpecin TGA                | Giant-Alpecin TGA         | Giant-Alpecin TGA |
| -------------------------------- | ------------------------- | ----------------- |
| Num                              | Coureur                   | Pos               |
| 161                              | Warren Barguil (FRA)      | AB-5              |
| 162                              | Johannes Fröhlinger (GER) | NP-6              |
| 163                              | Caleb Fairly (USA)        | 97e               |
| 164                              | Simon Geschke (GER)       | NP-6              |
| 165                              | Carter Jones (USA)        | NP-5              |
| 166                              | Fredrik Ludvigsson (SWE)* | 58e               |
| 167                              | Sam Oomen (NED)*          | 36e               |
| 168                              | Sindre Lunke (NOR)*       | AB-5              |
| Directeur sportif : Aike Visbeek |                           |                   |

| Lotto NL-Jumbo TLJ                | Lotto NL-Jumbo TLJ          | Lotto NL-Jumbo TLJ |
| --------------------------------- | --------------------------- | ------------------ |
| Num                               | Coureur                     | Pos                |
| 171                               | Robert Gesink (NED)         | 28e                |
| 172                               | Enrico Battaglin (ITA)      | NP-6               |
| 173                               | George Bennett (NZL)        | AB-4               |
| 174                               | Koen Bouwman (NED)*         | 63e                |
| 175                               | Victor Campenaerts (BEL)    | HD-5               |
| 176                               | Bert-Jan Lindeman (NED)     | NP-6               |
| 177                               | Paul Martens (GER)          | HD-5               |
| 178                               | Wilco Kelderman (NED) (Clm) | 10e                |
| Directeur sportif : Merijn Zeeman |                             |                    |

| Caja Rural-Seguros RGA CJR             | Caja Rural-Seguros RGA CJR | Caja Rural-Seguros RGA CJR |
| -------------------------------------- | -------------------------- | -------------------------- |
| Num                                    | Coureur                    | Pos                        |
| 181                                    | Peio Bilbao (ESP)          | 17e                        |
| 182                                    | Domingos Gonçalves (POR)   | 88e                        |
| 183                                    | Miguel Ángel Benito (ESP)* | 95e                        |
| 184                                    | Fabricio Ferrari (URU)     | 71e                        |
| 185                                    | José Gonçalves (POR)       | AB-4                       |
| 186                                    | Ángel Madrazo (ESP)        | 75e                        |
| 187                                    | Eduard Prades (ESP)        | 70e                        |
| 188                                    | Jonathan Lastra (ESP)*     | 90e                        |
| Directeur sportif : Eugenio Goikoetxea |                            |                            |

| Cofidis COF                     | Cofidis COF             | Cofidis COF |
| ------------------------------- | ----------------------- | ----------- |
| Num                             | Coureur                 | Pos         |
| 191                             | Daniel Navarro (ESP)    | 21e         |
| 192                             | Julien Simon (FRA)      | HD-5        |
| 193                             | Yoann Bagot (FRA)       | 54e         |
| 194                             | Nicolas Edet (FRA)      | 73e         |
| 195                             | Arnold Jeannesson (FRA) | 31e         |
| 196                             | Luis Ángel Maté (ESP)   | 22e         |
| 197                             | Rudy Molard (FRA)       | 44e         |
| 198                             | Anthony Turgis (FRA)*   | AB-5        |
| Directeur sportif : Didier Rous |                         |             |